# 3Hz
3Hz Inc. (en japonés: 株式会社3Hz; romanización Hepburn: Kabushiki-gaisha San Herutsu) fue un estudio de animación japonés, creado por Yuichiro Matsuka en marzo del 2013 y establecido por ex animadores de Kinema Citrus. La compañía aparece en los créditos con el nombre de Studio 3Hz.
El 17 de junio de 2024, 3Hz anunció que su negocio de planificación y producción de animación se transfirió a A-1 Pictures.

## Producciones

### Series
| Año  | Título                                       | Director(es)                     | Fecha de primera transmisión | Fecha de última transmisión | Eps. | Notas                                                                                                  | Refs.  |
| ---- | -------------------------------------------- | -------------------------------- | ---------------------------- | --------------------------- | ---- | --- | ------ |
| 2014 | Celestial Method                             | Masayuki Sakoi                   | 5 de octubre de 2014         | 28 de diciembre de 2014     | 13   | Historia original.                                                                                     | [ 4 ]  |
| 2016 | Dimension W                                  | Kanta Kamei                      | 10 de enero de 2016          | 27 de marzo de 2016         | 12   | Adaptación de la serie de manga escrita por Yūji Iwahara. Coproducción junto a Orange.                 | [ 5 ]  |
| 2016 | Flip Flappers                                | Kiyotaka Oshiyama                | 6 de octubre de 2016         | 29 de diciembre de 2016     | 13   | Historia original.                                                                                     | [ 6 ]  |
| 2017 | Princess Principal                           | Masaki Tachibana                 | 9 de julio de 2017           | 24 de septiembre de 2017    | 12   | Historia original. Coproducción junto a Actas.                                                         | [ 7 ]  |
| 2018 | Sword Art Online Alternative Gun Gale Online | Masayuki Sakoi                   | 8 de abril de 2018           | 30 de junio de 2018         | 12   | Adaptación de la novela ligera escrita por Keiichi Sigsawa. Spin-off relacionado con Sword Art Online. | [ 8 ]  |
| 2019 | Rifle Is Beautiful                           | Masanori Takahashi               | 13 de octubre de 2019        | 18 de enero de 2020         | 12   | Adaptación del manga 4-koma escrita por Salmiakki.                                                     | [ 9 ]  |
| 2020 | A3!                                          | Keisuke Shinohara Masayuki Sakoi | 14 de enero de 2020          | 29 de diciembre de 2020     | 24   | Adaptación del videojuego homónimo. Coproducción junto a P.A. Works.                                   |        |
| 2022 | Healer Girl                                  | Yasuhiro Irie                    | 4 de abril de 2022           | 20 de junio de 2022         | 12   | Historia original                                                                                      | [ 10 ] |
| 2022 | Hataraku Maō-sama!!                          | Daisuke Tsukushi                 | 14 de julio de 2022          | 29 de septiembre de 2022    | 12   | Secuela de Hataraku Maō-sama!.                                                                         | [ 11 ] |
| 2023 | The Marginal Service                         | Masayuki Sakoi                   | 12 de abril de 2023          | 28 de junio de 2023         | 12   | Historia original.                                                                                     | [ 12 ] |
| 2023 | Hataraku Maō-sama!! 2nd Season               | Daisuke Tsukushi                 | 13 de julio de 2023          | 28 de septiembre de 2023    | 12   | Secuela de Hataraku Maō-sama!!.                                                                        | [ 13 ] |

### OVAs/ONAs
| Año  | Título                                                        | Eps. | Notas                                                                                                  | Refs.  |
| ---- | ------------------------------------------------------------- | ---- | --- | ------ |
| 2015 | Celestial Method: Aru Shoujo no Kyuujitsu                     | 1    | Corto original, incluido en el séptimo Blu-ray y DVD.                                                  | [ 14 ] |
| 2016 | Dimension W no Tobira Online - Rose no wo Nayami Soudanshitsu | 5    | Cortos especiales, incluidos en la salida del Blu-ray.                                                 |        |
| 2016 | Dimension W: Short Track/Robot wa Sentou no Yume wo Miruka    | 1    | Capítulo no emitido, incluido en la salida del Blu-ray.                                                |        |
| 2017 | Princess Principal: Ange Report                               | 1    | Resumen cronológico del episodio 1 al 8 de Princess Principal.                                         |        |
| 2017 | Princess Principal Picture Drama                              | 6    | Capítulos incluidos con los volúmenes de Blu-ray y DVD.                                                |        |
| 2018 | Sword Art Online Alternative: Gun Gale Online - Refrain       | 1    | Adaptación de la novela ligera escrita por Keiichi Sigsawa. Spin-off relacionado con Sword Art Online. |        |
| 2019 | Celestial Method: Mou Hitotsu no Negai                        | 1    | Historia original                                                                                      | [ 15 ] |
| 2019 | Rifle Is Beautiful Recap                                      | 1    | Resumen de los primeros siete episodios de Rifle Is Beautiful.                                         |        |

### Películas
| Año  | Título    | Director(es)                    | Duración | Notas             | Refs.  |
| ---- | --------- | ------------------------------- | -------- | ----------------- | ------ |
| 2019 | Black Fox | Kazuya Nomura Keisuke Shinohara | 90m      | Historia original | [ 16 ] |